# Koko i duhovi
Koko i duhovi è un film del 2011 diretto da Daniel Kušan e tratto dal romanzo omonimo di Ivan Kušan, padre di Daniel.

## Trama
Dopo essersi trasferito da Zeleni a Zagabria, il giovane Koko inizia ad indagare per risolvere i misteri che circondano la sua nuova casa.

## Produzione
Il regista Daniel Kušan, figlio dello scrittore Ivan, autore della serie di romanzi del giovane detective Koko, era inizialmente intenzionato a dirigere una serie di cinque film tratti dai romanzi del padre aventi per protagonista Koko.
Alla fine egli diresse solamente il primo ed il terzo film della serie mentre il secondo venne diretto da Drazen Zarkovic. Il quarto film della serie alla fine non venne mai realizzato per problemi finanziari e lo stesso avvenne per il quinto.

## Sequels
Il film ha avuto due sequel:
- Zagonetni dječak (2013)
- Ljubav ili smrt (2014)

## Premi e nomination
| Anno | Cerimonia                   | Premio                            | Categoria                        | Ricevente                                         | Risultato       |
| ---- | --------------------------- | --------------------------------- | -------------------------------- | ------------------------------------------------- | --------------- |
| 2011 | Festival del cinema di Pola | Audience Award "Golden Gate Pula" |                                  | Daniel Kušan, Kinorama e Hrvatska Radiotelevizija | Vincitore/trice |
| 2011 | Festival del cinema di Pola | Golden Arena                      | Miglior montaggio                | Slaven Zecevic                                    | Vincitore/trice |
| 2011 | Festival del cinema di Pola | Golden Arena                      | National Competition: Best Music | Dinko Appelt                                      | Vincitore/trice |
| 2011 | Festival del cinema di Pola | Golden Birch                      | National Competition             | Daniel Kusan                                      | Vincitore/trice |